# Kyle Sabihy
Kyle Sabihy est un acteur américain né le 28 octobre 1983 dans le Comté de Los Angeles en Californie aux États-Unis.

## Filmographie
- 1987 : Amour, Gloire et Beauté ("The Bold and the Beautiful") (série TV) : Clarke 'C.J.' Garrison Jr. [#5] (1995-1997)
- 1997 : Hiller and Diller (série TV) : Zane Diller
- 1998 : Vilaine : Snuffy Holmes
- 1999 : Mafia Blues (Analyze This) : Michael Sobel
- 2000 : The Amati Girls : Joey
- 2001 : Go Fish (série TV) : Henry 'Krak' Krakowski
- 2002 : The Gray in Between : Timmy
- 2002 : Mafia Blues 2 (Analyze That) : Michael Sobol
- 2005 : Little Athens : Louie
- 2005 : Bald : Orville Beese